# Sclerocactus mariposensis
Sclerocactus mariposensis ist eine Pflanzenart in der Gattung Sclerocactus aus der Familie der Kakteengewächse (Cactaceae). Englische Trivialnamen sind „Lloyd’s Mariposa Cactus“ und „Mariposa Cactus“.

## Beschreibung
Sclerocactus mariposensis wächst einzeln mit kugelförmigen bis leicht zylindrischen, dicht bedornten, blaugrünen Trieben, die bei Durchmessern von 4 bis 6 Zentimetern Wuchshöhen von 6 bis 10 Zentimetern erreichen. Es sind keine Rippen vorhanden. Die schlank zulaufenden Höcker sind bis 5 Millimeter lang. Die 2 bis 4 Mitteldornen sind weißlich, werden im Alter häufig dunkler und sind 1,5 bis 2 Zentimeter lang. Der unterste von ihnen ist abwärts gerichtet. Die an der Trieboberfläche anliegenden 26 bis 32 ausstrahlenden, weißlichen Randdornen sind 4 bis 6 Millimeter lang.
Die breit trichterförmigen, rosafarbenen Blüten sind bis 2,5 Zentimeter lang und erreichen Durchmesser von 3 bis 4 Zentimeter. Die grünlichen Früchte sind kugelförmig.

## Verbreitung, Systematik und Gefährdung
Sclerocactus mariposensis ist in den Vereinigten Staaten im Bundesstaat Texas sowie in den mexikanischen Bundesstaaten Coahuila und Nuevo León verbreitet.
Die Erstbeschreibung als Echinomastus mariposensis erfolgte 1945 durch John Pinckney Hester. Nigel Paul Taylor stellte die Art 1987 in die Gattung Sclerocactus. Weitere nomenklatorische Synonyme sind Neolloydia mariposensis (Hester) L.D.Benson (1969), Echinocactus mariposensis (Hester) D.Weniger (1970, nom. inval. ICBN-Artikel 33.3) und Pediocactus mariposensis (Hester) Halda (1998).
In der Roten Liste gefährdeter Arten der IUCN wird die Art als „Least Concern (LC)“, d. h. als nicht gefährdet geführt.

## Nachweise